# Lipy (Bełchatów)
Osiedle Lipy – część miasta, bełchatowskie osiedle w obrębie ul. Lipowej i al. Włókniarzy. Graniczy z Osiedlem Dolnośląskim i osiedlem Ludwików.

## Historia
Osiedle znajduje się w miejscu dawnej wsi Lipy, przyłączonej do Bełchatowa w momencie nadania miastu praw miejskich w 1925 roku. W roku 1921 miejscowość zamieszkiwana była przez 314 osób, w tym 266 narodowości polskiej, 40 niemieckiej, 6 czeskiej i 2 żydowskiej.
Obiekty związane z historią miasta położone na terenie osiedla:
- Park Tysiąclecia. Dawniej w tym miejscu był cmentarz żydowski z końca XIX wieku, który został zdewastowany przez hitlerowców w czasie II wojny światowej. W 1991 r. przeprowadzono prace porządkowe i odsłonięto obelisk z pamiątkową tablicą. Podstawę pomnika tworzą wmurowane fragmenty ocalałych z kirkutu macew.
- Stary, nieużytkowany już cmentarz ewangelicki, miejsce pochówku protestantów z miasta i okolic. Spoczywają tu również dawni właściciele barokowego dworku – Hellwigowie. Znajduje się przy ul.Kątnej. Pozostał po nim duży, nieogrodzony i zaniedbany teren. Na cmentarzu pozostało kilka drobnych piaskowych nagrobków i postumentów. Tu pochowani zostali także żołnierze niemieccy z I i II wojny światowej, którzy zginęli w okolicach Bełchatowa w walkach w 1914 i 1939 r.

## Przyroda
Położony nieopodal osiedla las jest miejscem występowania roślin bagiennych i torfowisk. W lesie znajdują się także dwa zbiorniki wodne – Duży Ług i Biały Ług. Przez las biegną również ścieżki edukacyjne i trasy rowerowe.

## Obiekty użyteczności publicznej
- Szkoła Podstawowa nr 4 im. Stefana Żeromskiego
- Ludowy Uczniowski Klub Sportowy Czwórka
- Nadleśnictwo Bełchatów
- Restauracja Jan